# 劳伦斯·尤斯登
劳伦斯·尤斯登（1688年9月6日 – 1730年9月27日）是一位英格兰诗人，他曾在剑桥大学三一学院接受教育。  1712年，他成为该学院的研究员。凭借一首赞美第一代紐卡斯爾公爵托馬斯·佩勒姆-霍利斯婚姻的诗，1718年劳伦斯·尤斯登成为英国最年轻的英國桂冠詩人。